# Nordborg Sogn
Nordborg Sogn (dt.: Norburg) ist eine Kirchspielsgemeinde (dän.: Sogn)  in Nordschleswig im südlichen Dänemark. Bis 1970 gehörte sie zur Harde Als Nørre Herred im damaligen Aabenraa-Sønderborg Amt, danach zur Nordborg Kommune im damaligen Sønderjyllands Amt, die im Zuge der Kommunalreform zum 1. Januar 2007 in der „neuen“  Sønderborg Kommune in der Region Syddanmark aufgegangen ist.
Im Kirchspiel leben 3728 Einwohner (Stand:1. Januar 2023), der überwiegende Teil in der Stadt Nordborg, die sich mit ihren 5759 Einwohnern mittlerweile außer dem Kirchspiel Nordborg Sogn auch nach Havnbjerg Sogn und zu einem kleinen Teil nach Oksbøl Sogn erstreckt.